# شهرستان البسان
شهرستان البسان (آلبانیایی: Qarku i Elbasanit) یکی از ۱۲ شهرستان کشور آلبانی است که بر اساس سرشماری سال ۲۰۱۱ میلادی، ۲۹۵٬۸۲۷ تن جمعیت داشته و مساحت آن ۳۱۹۹ کیلومترمربع بوده‌است. عمدهٔ جمعیت این شهرستان را مسلمانان تشکیل می‌دهند و از نظر ترکیب قومی نیز، آلبانیایی‌ها در اکثریت هستند. شهر البسان مرکز این شهرستان است.

## تقسیمات اداری
تا سال ۲۰۰۰ میلادی، شهرستان البسان به ۴ ناحیه تقسیم می‌شد: ناحیه البسان، ناحیه گرامش، ناحیه لیبراژد و ناحیه پچین. از سال ۲۰۱۵ میلادی، پس از اصلاحات دولت در زمینهٔ تقسیمات اداری، این شهرستان شامل ۷ شهرداری شد: بلش، کریک، البسان، گرامش، لیبراژد، پکین و پرنیاس. شهرستان البسان پیش از سال ۲۰۱۵ میلادی، دارای ۵۰ شهرداری به‌شرح زیر بود:
- بلش
- براداشش
- کریک
- البسان
- فیرزه
- فوناره
- گیرگیان
- گینار
- گیوچای
- گوستیمه
- گراکن
- گرامش
- گرکان
- هوتولیشت
- کایان
- کارینه
- کلوس
- کودوویات
- کوکور
- کوشووخ
- لابینوت-فوشه
- لابینوت-مال
- لنیه
- لیبراژد
- لونیک
- مولاس
- اونریه
- پایووه
- پاپر
- پکین
- پرپاریم
- پیشای
- پولیس
- پروچان
- پرنیاس
- کندر لیبراژد
- کوکس
- ررایسه
- رراسه
- شالس
- شزه
- شیرگیان
- شوشیچه
- اسکندربگاس
- استبلوه
- استراوای
- سولت
- ترگان
- تونیه
- زاوالینه

شهرداری‌های ذکرشده، مجموعاً دارای حدود ۳۸۵ شهرک و روستا هستند.

## ترکیب جمعیتی
براساس آخرین سرشماری ملی آلبانی در سال ۲۰۱۱ میلادی، این شهرستان ۲۹۵٬۸۲۷ نفر جمعیت داشت و تراکم جمعیتی آن نیز ۹۲/کیلومتر مربع (۲۴۰/پا) بوده‌است. ترکیب جمعیتی افراد شمارش‌شده بر اساس گروه‌های قومی، به شرح زیر است:
- آلبانیایی‌ها = ۲۵۳٬۱۷۰ (۸۵٫۵۸٪)
- یونانی‌ها = ۱۸۰ (۰٫۰۶٪)
- مقدونیه‌ای‌ها = ۹۴ (۰٫۰۳٪)
- مونته‌نگرویی‌ها = ۱۰ (۰٫۰۰٪)
- آرومانیانی‌ها = ۷۴۷ (۰٫۲۵٪)
- کولی‌ها = ۱٬۰۶۴ (۰٫۳۶٪)
- مصری‌ها = ۴۳۳ (۰٫۱۵٪)
- ترک‌های آناتولی = ۳۰۰ (۰٫۱۳٪)
- دیگر قومیت‌ها= ۱۴۹ (۰٫۰۵٪)
- بدون پاسخ = ۳۹٬۹۸۰ (۱۳٫۵۱٪)

مجموعاً ۶۴٬۴۱ درصد از جمعیت این شهر مسلمان، ۵٬۱۷ درصد پیرو کلیسای ارتدوکس آلبانی، ۱٬۰۳ درصد پیرو کلیسای کاتولیک، ۰٬۰۵ درصد پیرو کلیسای پروتستان و ۰٬۰۳ درصد نیز پیرو دیگر کلیساهای مسیحی هستند. ۱۰٬۲ درصد مؤمنان بدون دین و ۳٬۲۷ درصد خداناباور هستند. ۱۳٬۲۹ درصد نیز عقیده‌شان را ابراز نکردند.